# Rankine
Rankine er en temperaturskala, der har sit nulpunkt ved det absolutte nulpunkt, men som har samme interval mellem sine enheder som Fahrenheit-skalaen. Vand fryser ved 491,67 Rankine og koger ved 671,67 Rankine.
For at regne om fra Celsius til Rankine skal temperaturen i Celsius ganges med 9/5 og derefter skal der lægges 491,67 til.
Rankine-skalaen er opfundet af den skotske ingeniør og fysiker William John Macquorn Rankine (1820-1872).
Ligesom ved Kelvin-skalaen bruges ordet "grader" ikke om Rankine, da der er tale om en absolut temperaturskala.